# Vinoj, Murovani Kurîlivți
Vinoj (în ucraineană Вінож) este un sat în comuna Nemerce din raionul Murovani Kurîlivți, regiunea Vinnița, Ucraina.

## Demografie
Componența lingvistică a localității Vinoj
     Ucraineană (98,25%)
     Rusă (1,75%)
Conform recensământului din 2001, majoritatea populației localității Vinoj era vorbitoare de ucraineană (98,25%), existând în minoritate și vorbitori de rusă (1,75%).